# V (serie televisiva)
V è una serie televisiva statunitense prodotta dal 2009 al 2011, nata come remake della miniserie TV V - Visitors del 1983, ideata da Kenneth Johnson. È prodotta dagli sceneggiatori di 4400 Scott Peters, Jace Hall, Steve Pearlman e Jeffrey Bell.
La serie ha debuttato in prima visione negli Stati Uniti il 3 novembre 2009, trasmessa dalla ABC. In Italia ha esordito il 4 marzo 2010 sul canale pay Joi, mentre in chiaro ha debuttato il 25 maggio 2012 su Italia 1. A causa del calo di ascolti, il 13 maggio 2011, l'ABC ha annunciato la cancellazione della serie.

## Trama
Gigantesche astronavi si posizionano sopra 29 delle città più importanti della Terra. Pochi minuti dopo dalle astronavi viene trasmesso un messaggio di Anna, leader degli alieni Visitors, che afferma di venire in pace. I Visitors necessitano di acqua e minerali molto comuni sulla Terra, offrendo in cambio le loro conoscenze in campo medico e tecnologico. Anna invita il giornalista televisivo Chad Decker per un'intervista e lo fa diventare ben presto un vero e proprio addetto stampa, con il compito di diffondere un'immagine positiva dei Visitors.
Non tutti però credono alle promesse fatte e nel corso del primo episodio diventa evidente che i Visitors sono presenti in segreto sul pianeta da diversi anni e sono infiltrati nella vita quotidiana anche nel ruolo dell'FBI.
Alcuni umani vengono reclutati nel Programma Ambasciatori di Pace, nato per diffondere il messaggio di pace dei Visitors, mentre altri (tra cui Jack Landry, un prete cattolico, e l'agente dell'FBI Erica Evans) danno vita ad un movimento di resistenza. Dopo aver assistito a una riunione di questa nuova forza di opposizione, una cellula dormiente di alieni disertori, la cosiddetta Quinta Colonna, decide di unirsi al gruppo.

## Episodi
La serie è composta da due stagioni, rispettivamente di 10 e 12 episodi. La seconda stagione, inizialmente, avrebbe dovuto prevedere 13 episodi, ridotti poi a 10 al momento del rinnovo; questa termina con alcuni cliffhanger, o "finali sospesi", che avrebbero dovuto introdurre una terza stagione, ma il 13 maggio 2011 la serie è stata ufficialmente cancellata dalla ABC a causa dei bassi ascolti, lasciandola priva di un vero finale.
| Stagione         | Episodi | Prima TV USA | Prima TV Italia |
| ---------------- | ------- | ------------ | --------------- |
| Prima stagione   | 10      | 2009-2010    | 2010            |
| Seconda stagione | 12      | 2011         | 2011-2012       |

## Personaggi e interpreti
Il cast principale comprende inizialmente otto ruoli. Il personaggio di Kyle Hobbes, già apparso nella prima stagione, diviene regolare a partire dalla seconda.

### Personaggi principali
- Erica Evans (stagioni 1-2), interpretata da Elizabeth Mitchell, doppiata da Franca D'Amato.
È un'agente dell'FBI della sezione anti-terrorismo. Diventa membro della Resistenza contro i Visitors insieme a Padre Jack quando, sin dal primo episodio, scopre la loro vera natura e intenzioni.
- Ryan Nichols (stagioni 1-2), interpretato da Morris Chestnut, doppiato da Fabio Boccanera.
È uno dei Visitors mandati sulla Terra molti anni prima dell'arrivo delle ufficiali navicelle spaziali; col tempo ha iniziato a provare emozioni umane e si è ribellato alla sua razza. È fidanzato con Valerie, dalla quale avrà una figlia (Amy). Fa parte della Quinta Colonna. Alla fine della seconda stagione verrà ucciso dalla stessa Amy, arrabbiata con lui per averla abbandonata.
- Anna (stagioni 1-2), interpretata da Morena Baccarin, doppiata da Ilaria Stagni.
È la manipolatrice leader dei Visitors e madre di Lisa. Nonostante tutto, anche lei alla fine della prima stagione prova la sua prima emozione umana.
- Padre Jack Landry (stagioni 1-2), interpretato da Joel Gretsch, doppiato da Gianluca Tusco.
Un prete cattolico ed ex cappellano dell'esercito americano. Nel primo episodio scopre insieme a Erica la vera natura dei Visitors e si allea con la Resistenza. Nel corso della seconda stagione egli verrà laicizzato (non sarà più prete) in vista della nuova legge, emessa dal Vaticano, che prevede la laicizzazione a chiunque predichi contro i Visitors.
- Valerie Stevens (stagione 1), interpretata da Lourdes Benedicto, doppiata da Stella Musy.
È la fidanzata umana di Ryan, da cui aspetta un figlio. Viene a scoprire la natura aliena di Ryan durante la prima stagione, al termine della quale viene uccisa da Anna.
- Tyler Evans (stagioni 1-2), interpretato da Logan Huffman, doppiato da Flavio Aquilone.
È il figlio adolescente di Erica. È entusiasta dell'arrivo dei Visitors e alla sua prima visita sulla nave madre incontra Lisa e se ne innamora. Viene ucciso alla fine della seconda stagione da una sosia di Lisa.
- Lisa (stagioni 1-2), interpretata da Laura Vandervoort, doppiata da Domitilla D'Amico.
È la figlia di Anna, la quale le ordina di frequentare Tyler per attirarlo sotto la protezione dei Visitors. Inizia a provare emozioni umane anche per Tyler ed è per questo che si ribella alla madre rischiando di essere uccisa per ordine di essa. Viene rinchiusa e imprigionata nei sotterranei della nave-madre.
- Kyle Hobbes (stagione 1-2), interpretato da Charles Mesure, doppiato da Francesco Prando.
Ex militante dello Special Air Service britannico e ora mercenario ricercato. Quando viene incastrato dai Visitors per un crimine che non ha commesso Erica, Ryan, Georgie e Jack lo reclutano nella Resistenza. Scopre in seguito da Marcus, che lavorava già da tempo per i Visitors.
- Chad Decker (stagioni 1-2), interpretato da Scott Wolf, doppiato da Massimiliano Manfredi.
È un giornalista come tanti, fino all'arrivo dei Visitors. Anna lo assume ufficiosamente come suo addetto stampa e intermediario con l'opinione pubblica. Viene apparentemente guarito da un aneurisma grazie alla scienza medica dei Visitors, ma in seguito scoprirà per via di Joshua che Anna gli ha mentito su di esso, e invece di guarirglielo gliene ha procurato uno.

### Personaggi secondari
- Marcus (stagioni 1-2), interpretato da Christopher Shyer, doppiato da Angelo Maggi.
Braccio destro di Anna, in capo alle operazioni. Nel corso della seconda stagione sta per essere ucciso dalla Quinta Colonna.
- Joshua (stagioni 1-2), interpretato da Mark Hildreth.
Dottore a capo dello staff medico della nave madre di New York. Sebbene sembri fedele ad Anna, è in realtà un membro della Quinta Colonna che opera dall'interno. Scoperto, chiede ad Erica di ucciderlo, ma viene salvato dallo staff medico dei Visitors sotto la supervisione di Marcus. Purtroppo perde la memoria e non ricorda più di fare parte della Quinta Colonna. Alla fine della seconda stagione però gli ritorna la memoria e aiuta la Quinta Colonna nuovamente.
- Georgie Sutton (stagione 1), interpretato da David Richmond-Peck, doppiato da Fabrizio Vidale.
È uno dei membri originali della Resistenza contro i Visitors, verso i quali prova un istinto di vendetta da quando furono la causa della morte della sua famiglia. Si sacrifica per permettere a Ryan di scappare dalla nave madre: viene catturato, torturato e volontariamente ucciso da Joshua (su richiesta dello stesso Georgie) per non rischiare di rivelare le identità dei membri della Quinta Colonna.
- Paul Kendrick (stagione 1-2), interpretato da Roark Critchlow.
Il superiore di Erica nell'unità anti-terrorismo dell'FBI.
- Dale Maddox (stagione 1), interpretato da Alan Tudyk.
È un Visitor infiltrato sulla terra; è stato per anni il partner di Erica all'FBI. Nella prima puntata, Erica tenta di ucciderlo perché scopre che è un alieno ma non ci riesce. Dale viene portato sulla Astronave Madre, dove Joshua gli carpisce informazioni importanti per la Quinta Colonna, prima di ucciderlo.
- Diana (stagione 2), interpretata da Jane Badler.
È la madre di Anna, precedente regina dei Visitors. La figlia, che ne finse la morte per detronizzarla e prenderne il potere, la tiene ora nascosta e imprigionata sulla nave madre. Quando Lisa scopre della sua esistenza, chiede aiuto alla Quinta colonna per liberarla.
- Lars Tremont (stagione 2), interpretato da Marc Singer.
È il leader del progetto Ares, un gruppo formato da leader di governo e da militari di alto grado di tutto il pianeta che ritengono i V una minaccia per il genere umano.
- Sarita Malik (stagione 1-2), interpretata da Rekha Sharma.
È un agente dell'FBI assegnata a lavorare con Erica. Come il precedente partner di Erica, si rivela essere una talpa dei Visitors. Dopo essere stata scoperta, viene torturata e uccisa dalla Resistenza.

## Omaggi alla serie originale
Nel corso della seconda stagione fanno la comparsa due personaggi: uno è Diana, interpretato da Jane Badler, l'altro è Lars Tremont, interpretato da Marc Singer, interpretati entrambi dai due precedenti protagonisti della serie originale V - Visitors.